# Deaffest
Deaffest est un festival de cinéma et de télévision, créé par Marilyn Willrich et Nikki Stratton en 2006. Il est mené par des Sourds au Royaume-Uni afin de rendre hommage aux talents des réalisateurs et des artistes médiatiques sourds venant du monde entier. Il est parrainé par Light House Media Centre (en) à Wolverhampton dans les Midlands de l'Ouest en Angleterre. C’est l’un des deux festivals à être parrainé par Light House et l’autre, c’est Flip Animation Festival.

## Histoire
Depuis 1998, Light House de Wolverhampton parraine le festival de film et de télévision des Sourds qui a lieu tous les ans, en mai. À l’origine, en collaboration avec l’association des sourds britanniques (British Deaf Association), le festival prend une pause en 2005 et relance en 2006 sous le nouveau nom Deaffest. Deaffest 2010 est la douzième festival à avoir lieu à Wolverhampton depuis 1998. Il est géré par un groupe de pilotage comprenant des représentations de Zebra Uno, Light House et l’université de Wolverhampton.
Leur récompense s’appelle Best in Festival (litt. « Meilleur au festival »).

### Parrainage
- 2012-2013 : Richard Griffiths[5], l'acteur EEPS connu pour avoir incarné Vernon Dursley, l'oncle antipathique de Harry Potter.
- 2013- en cours : Rachel Shenton, l'actrice EEPS connue pour avoir incarné « Lily » dans la série américaine Switched (Switched at Birth)[6].

Photos des Parrains/marrains
Richard Griffiths en 2007.
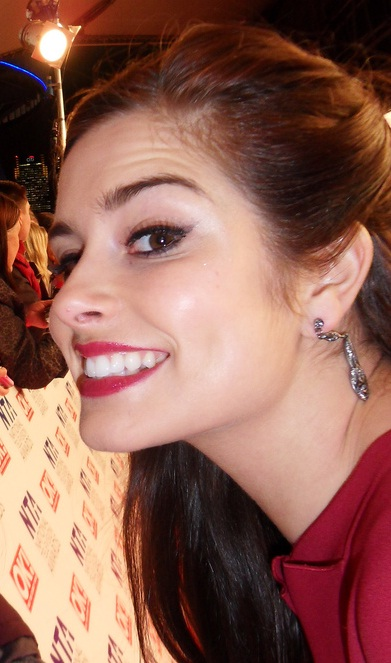
Rachel Shenton en 2009.

## Les festivals annuels

### Deaffest 2009
Les lauréats de Deaffest 2009 sont :
- Meilleur programme télévisé : Wicked de Ramon Woolfe (Royaume-Uni, 2009)
- Meilleur film expérimental : The Deaf Man de DJ Kurs (États-Unis, 2007)
- Meilleur film documentaire : See Hear: The Deaf Brain (2009)
- Meilleure série télévisée : Stiletto deWilliam Mager (Royaume-Uni, 2007)

### Deaffest 2010
Il a lieu entre le 21 et 23 mai 2010. Les lauréats sont :
- Meilleur au festival : Departure Lounge de Louis Neethling
- Bourse de Ben Steiner : Stephen Collins pour son film Luke Starr

### Deaffest 2017
Il a lieu entre le 12 et le 14 mai 2017.
- Meilleure actrice : Lynn Stewart-Taylor dans Honeymoon
- Meilleur acteur : Matthew Gurney dans Small World
- Meilleur scénariste : Norma McGilp pour Deaf Victorians
- Meilleur court métrage artistique : The Song for Single de Zheng Xiaosan
- Meilleure film documentaire : Silent Laughs de Natalia Kouneli
- Meilleur réalisateur : Erik Akervall pour The Hunter
- Meilleur programme télévisé : Best Coast d’Erik Akervall
- Meilleur court métrage britannique : Dawn of the Deaf de Rob Savage
- Meilleur film : For Grace de Sebastian Armesto

### Deaffest 2019
Il a lieu entre le 17 et le 19 mai 2019.
- Meilleur acteur : Joël Chalude dans Faking a Living
- Meilleure actrice : Jemma Joyce dans To Know Him
- Meilleur scénariste : John Maidens pour Dot
- Meilleur court métrage britannique : Ava de William Grint
- Meilleur réalisateur : Ted Evans pour To Know Him
- Meilleur court métrage international : This is Ed! de Bob Hiltermann
- Meilleur film documentaire : Deaf Child d’Alex de Ronde
- Meilleur court métrage artistique : The Gingerbread Witch de Paul Miller
- Meilleur programme télévisée : Deaf Funny 3 de Charlie Swinbourne
- Meilleur film : To Know Him de Ted Evans